# District de Cogo
Pour les articles homonymes, voir Cogo.
Le district de Cogo (en espagnol : distrito de Cogo) est un district de Guinée équatoriale, constitué par la partie méridionale de la Province du Littoral, dans la région continentale de la Guinée équatoriale. Il a pour chef-lieu la ville de Cogo. Le recensement de 1994 y a dénombré 14 607 habitants.